# Andrea López
Andrea López  (Cali, Valle del Cauca megye, 1976. december 7. –) kolumbiai színésznő.

## Élete és pályafutása
1976. december 7-én született Caliban. Karrierjét 1994-ben kezdte. 1995-ben szerepet kapott a La sombra del deseo című telenovellában. 2007-ben Mariangel szerepét játszotta a Zorro című sorozatban. Ugyanebben az évben Tatiana Lópezt alakította a Victoriában. 2010-ben megkapta Marissa szerepét A klón című sorozatban.

## Filmográfia

### Telenovellák
- ¿Quién mató a Patricia Soler? (2014).... Florencia
- Las santísimas (2012)
- El secretario (2011).... Paola Zorrilla
- A klón (El Clon) (2010).... Marisa Antonelli
- El fantasma del Gran Hotel (2009).... Julieta Esquivel
- Victoria (2007-2008).... Tatiana López
- Zorro (El Zorro, la espada y la rosa) (2007).... Mariángel Sánchez de Moncada
- La ex (2006)....Andrea
- Amores cruzados (2006).... Déborah Smith
- La saga, negocio de familia (2005).... Alexa
- Luna, la heredera (2004).... Paloma
- Amantes del desierto (2001).... Camila
- Traga maluca (2000)....Gloria Umaña
- La madre (1998).... Cecilia Suárez Caicedo
- Prisioneros del amor (1997).... Camila Falcón
- La sombra del deseo (1995-1996).... Sofía Soler

### Sorozatok
- Mentiras perfectas (2013) .... Kimberly Jones
- Decisiones (2006-2008)
- Castillo de naipes (1998)
- Soledad (1995)
- O todos en la cama (1994-1995).... Inés Mercedes Videla "La Rana"

### Film
- Sexo, mentiras y muertos (2011)